# Ampliación Paracas
Ampliación Paracas är en ort i Mexiko.   Den ligger i kommunen Yautepec och delstaten Morelos, i den sydöstra delen av landet, 60 km söder om huvudstaden Mexico City. Ampliación Paracas ligger 1 281 meter över havet och antalet invånare är 260.
Terrängen runt Ampliación Paracas är huvudsakligen kuperad, men österut är den platt. Runt Ampliación Paracas är det mycket tätbefolkat, med 1 361 invånare per kvadratkilometer. Närmaste större samhälle är Cuernavaca, 16,5 km väster om Ampliación Paracas. Omgivningarna runt Ampliación Paracas är en mosaik av jordbruksmark och naturlig växtlighet.